# Гросфаргула
Гросфаргула (нім. Großvargula) — громада в Німеччині, розташована в землі Тюрингія. Входить до складу району Унструт-Гайніх.
Площа — 15,19 км2. Населення становить 698 ос. (станом на 31 грудня 2021).